# Eriodictiol
El Eriodictiol es una flavanona, un flavonoide extraído de Yerba Santa (Eriodictyon californicum), una planta nativa de América del Norte.
El eriodictiol es una de las 4 flavanonas identificadas en esta planta y tiene propiedades como modificadores del sabor, las otras tres son: homoeriodictiol, su sal de sodio y sterubin.
Eriodictiol también se encontró en las ramas de Millettia duchesnei, in Eupatorium arnottianum, limones y uno de sus glucósidos en rosa mosqueta (Rosa canina).